# Баия-да-Трайсан
Баи́я-да-Трайсан (порт. Baía da Traição) — муниципалитет в Бразилии, входит в штат Параиба. Составная часть мезорегиона Зона-да-Мата-Параибана. Входит в экономико-статистический  микрорегион Литорал-Норти. Население составляет 8951 человек на 2016 год. Занимает площадь 102,242 км². Плотность населения — 78,27 чел./км².
Праздник города — 2 января. 

## Статистика
- Валовой внутренний продукт на 2013 год составляет 59 113 000,00 реалов (данные: Бразильский институт географии и статистики)[1].
- Валовой внутренний продукт на душу населения на 2013 год составляет 6904,96 реалов (данные: Бразильский институт географии и статистики)[1].
- Индекс человеческого развития на 2010 год составляет 0,581 (данные: Программа развития ООН)[2].